# Xi Zheng
En aquest nom xinès, el cognom és Xi.
Xi Zheng (mort el 278 EC), nom estilitzat Lingxian (令先), va ser un polític de Shu Han durant el període dels tardans Tres Regnes de la història xinesa. Quan Zhuge Liang va marxar a la Campanya del Nord, aquest últim va encarregar a Xi de tenir cura dels assumptes interns de forma temporal en el seu lloc. Després de la caiguda de Shu Han, Xi va ser enviat a la ciutat capital de Cao Wei de Luoyang. Xi advertí a l'emperador de Shu, Liu Shan, de no desaprofitar el seu temps en banquets, fins i tot després d'haver perdut el seu estat (tot i que Liu Shan estava destinat a ser executat, per raons òbvies). Abans d'això Xi havia també exercit com a secretari sota Shu Han.